# Zeche Friederika
Die Zeche Friederika ist ein ehemaliges Steinkohlenbergwerk in Bochum-Wiemelhausen. Das Bergwerk ist aus einer Konsolidation entstanden und war auch unter den Namen Zeche Friederica, Zeche Friederice und Zeche Friederica Tiefbau bekannt. Ab dem Jahr 1889 wurde das Bergwerk auch Zeche Dannenbaum III und IV genannt. Die Berechtsame hat ihren Ursprung in vielen kleinen Feldern, deren ältestes die Zeche Prinzessin war, die bereits 1749 verliehen wurde.

## Geschichte

### Die Anfänge
Im Jahr 1868 konsolidierte die Zeche Friederica Erbstolln mit den Geviertfeldern Prinzessin, Pauline, Friederica Nr. 14, Elise, Friederica Nr. 12, Friederica Nr. 13, Pretiosa, und Nemesis zur Zeche Friederica. Diese Steinkohlenfelder hatten zusammen eine Größe von 6,6 km2. Hinzu kamen die Eisensteinfelder Clemens, Gerechtigkeit, Giesbert, Schrötter, Johann, Toni und Erfindung. Da die Vorräte oberhalb der Erbstollensohle erschöpft waren, hatte bereits die zur Berechtsame gehörende Zeche Friederica Erbstolln begonnen, zum Tiefbau überzugehen. Der an der Wiemelhauser Straße liegende Schacht 1 von Friederica Erbstolln wurde nun genutzt, um das Bergwerk im Tiefbau weiter auszurichten. Der Schacht erhielt zu einem späteren Zeitpunkt den Namen Alter Förderschacht. Noch im selben Jahr wurde im Schacht 1 bei einer Teufe von 36 Lachtern die 1. Sohle und bei 66 Lachtern die 2. Sohle angesetzt. Außerdem wurde in diesem Jahr die Gewerkschaft Friederica in eine Gewerkschaft neuen Rechts mit tausend Teilen umgewandelt. Im Jahr 1869 wurde im Schacht 1 mit der Förderung begonnen, diese Förderung diente zur Deckung des Eigenbedarfs. Im darauffolgenden Jahr erhielt das Bergwerk einen Eisenbahnanschluss. Der Anschluss erfolgte über die 438 Ruten lange Anschlussbahn zum Bahnhof Bochum der Bergisch-Märkischen Eisenbahn. Das Bergwerk gehörte zu dieser Zeit zum Bergrevier Dahlhausen.

### Die ersten Betriebsjahre
Ab dem Jahr 1870 wurde mit der regelmäßigen Förderung im Tiefbau begonnen. Die Bewetterung des Grubengebäudes erfolgte mittels natürlichem Wetterzug. Hierfür wurden mehrere Wetterüberhauen erstellt. In dem Jahr wurde auch noch im Erbstollen abgebaut und es wurde über Tage eine doppelt und direkt wirkende Wasserhaltungsmaschine installiert. Diese dampfgetriebene Maschine hatte einen Hubraum von 66 Zoll. Zusätzlich wurde ein 28-zölliger Drucksatz inklusive gusseisernem Schachtgestänge eingebaut. Es wurde eine Kokerei und zur Aufbereitung der geförderten Kohlen eine Separationsanlage in Betrieb genommen. Im Jahr 1873 wurde mit den Teufarbeiten für den Schacht 2 begonnen. Der Schacht wurde einen Kilometer südlich von Schacht 1 südlich der Wasserstraße zwischen Königsallee und westlich der Wiemelhauser Straße angesetzt. (Koordinaten 51° 28′ N, 7° 13′ O) Der Schacht sollte als Wetterschacht genutzt werden.
1873 wurde das Teilfeld Amatus von der Zeche Dannenbaum erworben und in dem folgenden Jahr wurde im Wetterschacht 2 bei einer Teufe von 37 Metern (+ 77 m NN) die Stollensohle angesetzt. Bei einer Teufe von 82 Metern (+ 32 m NN) auf der 1. Sohle und bei einer Teufe von 141 Metern (- 26 m NN) auf der 2. Sohle wurde mandurchschlägig. Im Jahr darauf wurde der Schacht 2 als Wetterschacht in Betrieb genommen, allerdings fand aufgrund der Weltwirtschaftskrise über den Schacht noch keine Förderung statt. Im Jahr 1877 wurden der Schacht 1 weiter abgeteuft. Im Jahr 1878 wurde bei einer Teufe von 209 Metern (- 99 m NN) die 3. Sohle angesetzt. Im Jahr 1878 wurden die Gewerken dazu verurteilt, auch Freikuxe an die Schulgemeinden, die sich innerhalb der Berechtsame befanden, und an die katholische und an die evangelische Kirche abzugeben. Im Jahr 1880 wurde der geringfügige Abbau auf der Erbstollensohle eingestellt. Auf der 2. Sohle von Schacht 2 begannen die Vorrichtungsarbeiten für den Abbau im Flöz Dickebank. Im Jahr 1882 wurde das Grubenfeld der Zeche Iduna erworben, die noch für einige Zeit getrennt in Förderung blieb.
Ab dem Jahr 1883 wurde an Schacht 2 auch Kohleneisenstein aus dem Flöz Dickebank gefördert, während alle Steinkohlen zentral auf der Schachtanlage I gehoben wurden. Gefördert wurde von der 2. Sohle aus. Am 1. November 1883 wurde die Anschlussbahn von Schacht 2 an die Strecke Bochum-Nord – Weitmar der Rheinischen Eisenbahn-Gesellschaft (RhE)in Betrieb genommen. Im Jahr 1884 begann man von Friederika aus, das Feld Iduna aufzuschließen. Im darauffolgenden Jahr wurde der Betrieb am Schacht 2 zeitweise eingestellt. Im Jahr 1886 erfolgte der Durchschlag zur Zeche Dannenbaum. Im Jahr 1889 übernahmen die Dresdner Bank und das Bankhaus Rothschild alle Kuxe der Gewerkschaft Friederika. Für das gesamte Bergwerk wurde ein Preis von fünf Millionen Mark bezahlt. Zusätzlich bezahlten die Banken noch eine Abfindung von 270.000 Mark. Am 23. September desselben Jahres ging das Bergwerkseigentum an die Aktiengesellschaft der Zeche Dannenbaum.

### Der weitere Betrieb nach der Übernahme
Nach der Übernahme durch die Gewerkschaft Dannenbaum wurde der Betriebsbereich Schacht 1 umbenannt in Dannenbaum III und Schacht 2 wurde umbenannt in Dannenbaum IV. Beide Betriebsbereiche blieben weiterhin eigenständig in Betrieb. Da der alte Maschinenschacht des Friederica Erbstolln mittlerweile verbrochen war, begann man im Jahr 1890 mit den Teufarbeiten für einen neuen Schacht. Der Schacht wurde an der Wittener Straße angesetzt und zunächst 18 Meter seiger bis ins Karbon geteuft, anschließend wurde der Schacht tonnlägig im Flöz Luise bis zur 1. Sohle weitergeteuft. Im Jahr 1891 wurde die Förderung an Schacht 2 eingestellt und der Schacht wurde nur noch als Wetterschacht für den Betriebsteil Dannenbaum II genutzt. Nachdem der Schacht 2 mit dem Feld Dannenbaum durchschlägig war, wurde auch die Förderung von Kohleneisenstein eingestellt. Im Jahr 1892 wurde an Schacht 2 für einen kurzen Zeitraum die Kohlenförderung ab der 3. Sohle noch einmal aufgenommen. Im selben Jahr wurde eine Brikettfabrik in Betrieb genommen. Im Jahr 1894 wurden die Teufarbeiten an Schacht 1 wieder aufgenommen und der Schacht wurde tiefer geteuft. Im Jahr darauf wurde im Schacht bei Teufe von 315 Metern (+ 205 m NN) die 4. Sohle angesetzt. Im Jahr 1896 wurde Schacht 2 stillgelegt, am 15. Juni desselben Jahres wurde auch die Brikettfabrik stillgelegt.
Im Jahr 1898 wurde auf dem Bergwerk eine Kleinkoks-Separationsanlage installiert und in Betrieb genommen. Unter Tage wurden die noch vorgerichteten Eisensteinpfeiler weiter in Verhieb genommen. Der bereits geröstete und auf der Rösthalde abgelagerte Eisenstein konnte verkauft werden. Um einen neuen Schacht abteufen zu können, wurde südlich von Schacht 1 ein Grundstück käuflich erworben. Außerdem wurde an Schacht 2 ein neuer Grubenlüfter installiert und in Betrieb genommen. Im Jahr 1898 wurde mit den Teufarbeiten für einen neuen Förderschacht begonnen. Der Schacht wurde in Wiemelhausen 280 Meter südlich von Schacht 1 angesetzt. Das Bergwerk gehörte mittlerweile zum Bergrevier Süd Bochum. Am 15. Juni desselben Jahres kam es zu einem Bruch im Schacht 1. Aus diesem Grund musste der Schacht bis unterhalb der 2. Sohle verfüllt werden. Dadurch fiel die Förderung bis Ende Juli aus. Zu dieser Zeit waren auf dem Bergwerk insgesamt sieben Flöze in Verhieb. Die Mächtigkeit der Flöze lag zwischen 0,6 und 3,0 Metern. Vier der Flöze waren ohne Bergepacken, die restlichen drei Flöze hatten einen zwischen 0,05 und 0,6 Meter mächtigen Bergepacken. Im Jahr 1899 wurde im Schacht mit der Förderung ab der 4. Sohle begonnen. Im selben Jahr wurde die Zeche von der Aktiengesellschaft für Eisen- und Kohlenindustrie Differdingen-Dannenbaum, der späteren Deutsch-Luxemburgischen Bergwerks- und Hütten-AG, übernommen.

### Die letzten Jahre
Im Jahr 1902 wurde der Alte Förderschacht endgültig verfüllt. Der Schacht 3 wurde nun umbenannt in Schacht 1 neu. Im selben Jahr wurde mit den Teufarbeiten für einen neuen Wetterschacht begonnen. Der Schacht wurde neben dem Schacht 1 neu angesetzt. Noch in 1902 wurde im Schacht bei einer Teufe von 404 Metern (+ 290 m NN) die Mittelsohle angesetzt. Im Jahr 1903 waren die Teufarbeiten weitgehend abgeschlossen. Der Schacht war mit der 3. Sohle durchschlägig, noch im selben Jahr wurde mit der Förderung begonnen. Im Jahr 1904 wurde der Wetterschacht an der Wittener Straße verfüllt. Im Jahr 1905 wurde die westliche Feldeshälfte an die Zeche Prinz Regent abgegeben, die östliche Feldeshälfte blieb bei der Zeche Dannenbaum. Zu diesem Zeitpunkt war das Bergwerk noch in Förderung. Am 1. April desselben Jahres wurde die Brikettfabrik wieder in Betrieb genommen und die Gewinnung von Kohleneisenstein wieder aufgenommen. Im Jahr 1906 wurden die Teufarbeiten an Schacht 1 neu wieder aufgenommen und der Schacht wurde tiefer geteuft.
Im Jahr 1907 entschlossen sich die Aktionäre, die Zeche Friederika stillzulegen. Grund war das zu kleine Grubenfeld, außerdem erbrachte das Bergwerk keine gewinnbringende Förderung mehr. Die restlichen noch anstehenden Kohlen konnten auch leicht von den beiden Nachbarzechen Dannenbaum und Prinz Regent abgebaut werden. Noch im selben Jahr wurde im Schacht 1 neu bei einer Teufe von 489 Metern (+ 375 m NN) die 5. Sohle angesetzt. Auf dem Schacht 1 neu wurde nun nur noch für den Eigenbedarf gefördert. Die weitere Förderung wurde unter Tage zum Teil zur Zeche Dannenbaum und zum Teil zur Zeche Prinz Regent gefördert. Noch im selben Jahr wurde die Zeche Friederika stillgelegt. Auch die Kokerei und die Brikettfabrik wurden stillgelegt. Im Laufe des Jahres wurden die meisten Tagesanlagen abgerissen. Im Jahr darauf wurde der erst in 1903 neu geteufte Wetterschacht neben Schacht 1 neu verfüllt. Im Jahr 1909 wurde der Schacht 2 von der Zeche Prinz Regent übernommen. Der Schacht wurde als Wetterschacht für die beiden Bergwerke Prinz Regent Dannenbaum verwendet.

## Förderung und Belegschaft
Die ersten bekannten Förder- und Belegschaftszahlen stammen aus dem Jahr 1868, damals waren zwölf Bergleute auf dem Bergwerk beschäftigt, die eine Förderung von 2966 Tonnen Steinkohle und 25.620 Tonnen Eisenstein erbrachten. Im Jahr 1870 wurden mit 369 Beschäftigten 57.179 Tonnen Steinkohle und 23.690 Tonnen Eisenstein gefördert. Im Jahr 1875 stieg die Kohleförderung an auf 101.913 Tonnen Steinkohle und 32.744 Tonnen Eisenstein, diese Förderung wurde mit 424 Beschäftigten erbracht. Die zu der Zeit geförderten Kohlen waren leichte, aber stückreiche, Fettkohlen. Im Jahr 1880 wurden mit 352 Beschäftigten 93.835 Tonnen Eisenstein gefördert. Im Jahr 1885 wurde die höchste Erzförderung des Bergwerks erbracht. Mit 568 Beschäftigten wurden 197.672 Tonnen Eisenstein und 118.680 Tonnen Steinkohle gefördert. Im Jahr 1890 wurden mit 718 Beschäftigten 167.235 Tonnen Steinkohle und 58.987 Tonnen Eisenstein abgebaut. Im Jahr 1893 wurde die höchste Steinkohlenförderung des Bergwerks erbracht, Eisenstein wurde in diesem Jahr nicht gefördert. Mit 688 Beschäftigten wurden 215.097 Tonnen Steinkohle gefördert. Im Jahr 1895 wurden mit 691 Beschäftigten 191.461 Tonnen Steinkohle und 26.350 Tonnen Eisenstein gefördert. Mittlerweile wurden auf dem Bergwerk auch zunehmend Esskohlen abgebaut. Im Jahr 1900 wurden mit 758 Beschäftigten 177.416 Tonnen Steinkohle gefördert. Der Abbau von Eisenstein wurde bis zum Jahr 1905 eingestellt. Im Jahr 1905 betrug mit 919 Beschäftigten die Förderung 5135 Tonnen Eisenstein und 193.060 Tonnen Steinkohle, die vorwiegend aus Esskohlen bestand. Im Jahr 1907 wurden mit 935 Beschäftigte 103.406 Tonnen Steinkohle und 5171 Tonnen Eisenstein gefördert. Dies sind die letzten bekannten Förder- und Belegschaftszahlen der Zeche Friederika als eigenständig förderndes Bergwerk.

## Heutiger Zustand
An die Zeche erinnert in Bochum noch die „Friederikastraße“ und der Geologische Garten Bochum auf dem Gelände der ehemaligen Ziegelei der Schachtanlage.